# 世界王牌
世界王牌，是日本純種競賽馬匹。生涯活躍於一哩賽事，曾勝出如月賞及讀賣盃。

## 出賽前
2009年2月22日出生於北海道安平町北部牧場，成長途中於一口馬主俱樂部Sunday Racing Co. Ltd.進行馬主募集。
其後交由栗東訓練中心練馬師池江泰壽訓練。

## 競賽生涯

### 2歲
2011年12月17日出戰阪神競馬場草地1800米2歲新馬戰，選擇進佔中後方的位置下於直路迅速加速，最終成功贏得首勝。

### 3歲
2012年首戰為若駒錦標，比賽初段面對較慢步速下選擇於最後方位置衝刺，然而於直路上未能超越一直領放的澤羅斯，最終以第二完賽。
2月5日出戰如月賞，比賽初段以居中戰術展開賽事，維持於約莫第十左右的位置。進入直路後，其於中檔位置逐步透出，最終爆發速度下成功超越所有對手，取得首個分級賽冠軍。

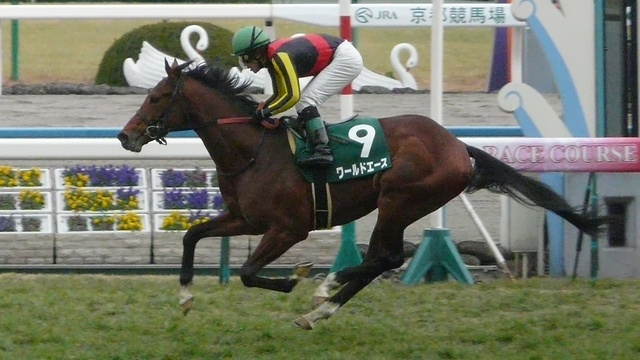
出戰如月賞的世界王牌

3月17日出戰若葉錦標，比賽初段隨即放慢速度選擇留後，於比賽途中一直在隊伍最後方位置等待時機。通過最後彎道時，其大幅抽出外檔衝刺，最終於直路中段迫近內欄的對手下繼續加速，以2馬位優勢取得勝。
其後以皋月賞作為目標，賽前取得第二人氣。比賽開始後，其隨即因為和其他賽駒接觸而險些造成騎師福永祐一墮馬，亦因而需要墮後。通過第三彎道時，其開始發力加速，並於第四彎道抽出大外檔望空。進入直路後，其於外檔位置展現優秀的加速力，不斷奔襲之下超越絕大部分對手，可惜未能對內欄透出的黃金船造成威脅，以2 1/2馬位差距落敗。
5月繼續調整東京優駿（日本打吡），比賽初段於後方位置緩慢推進，一直於有遮擋的狀態下等待時機。進入直路後，其於中外檔位置迅速展開加速，雖然跑出全場最快末腳速度，但最終仍然落後華麗輝煌、超常駿驥及圖森赫馬取得第四。
賽後，其被診斷出左前腳患有球節炎，被安排於滋賀縣甲賀市北部牧場信樂分場休養，但於其後再度被檢查出左前腳出現肌腱炎，因而於秋季未有出戰賽事，甚至直接跳過4歲生涯。

### 5歲
2014年2月復出出戰白富士錦標，為其時隔1年8個月再度出戰賽事，但於直路未能最大程度表現下以第五落敗。
其後出戰讀賣盃，本次比賽其選擇於第四的前方位置逐步推進，於通過最後彎道時候開始逐步加速。進入直路後，其迅速展開衝刺並開始帶離對手，最終成功阻止菲亞諾的進擊下率先衝線奪冠，亦以1分31.4秒的完賽時間打破京都競馬場草地1600米賽道紀錄。

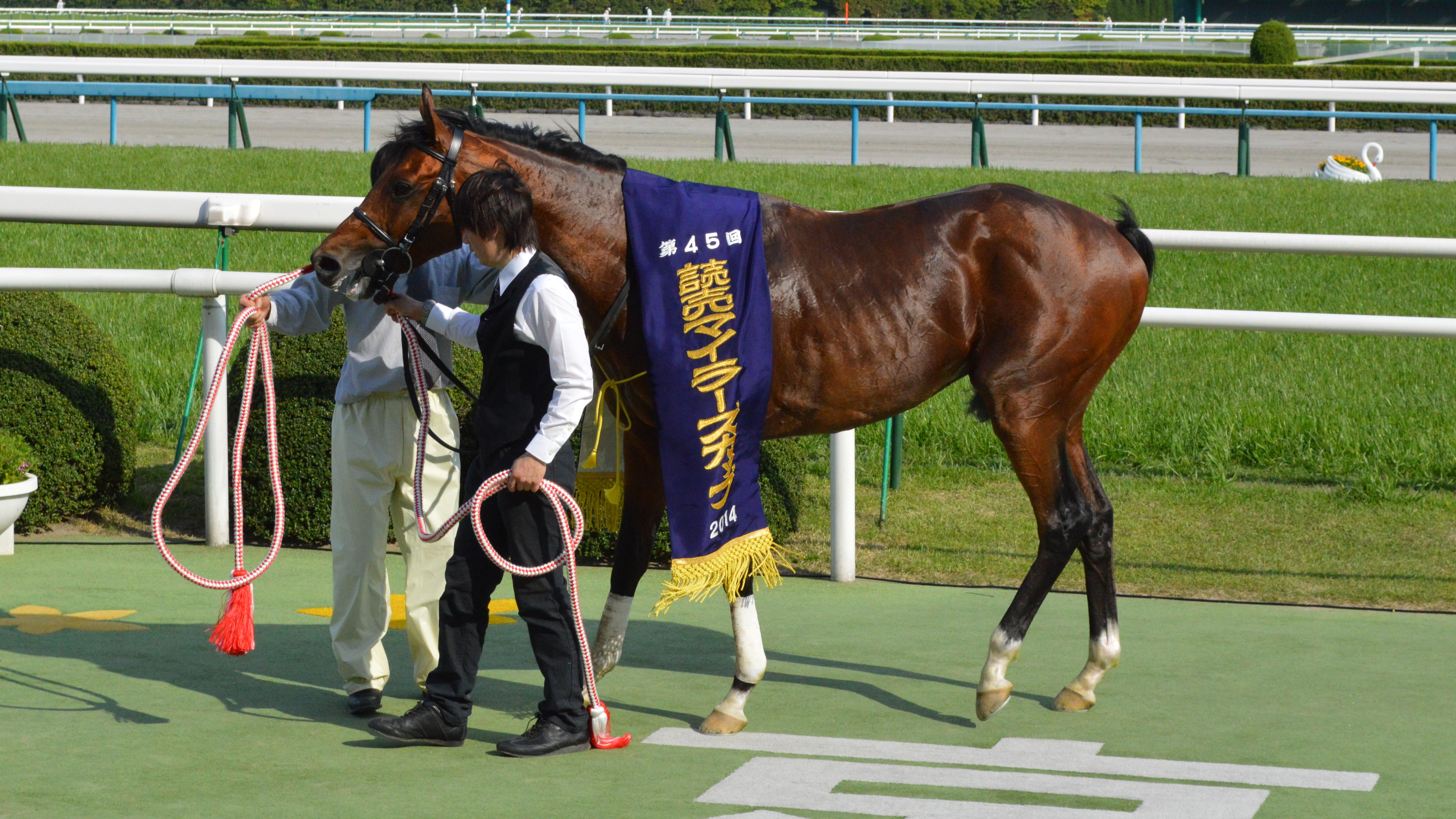
讀賣盃頒獎儀式

6月按照計劃出戰安田紀念，比賽初段重拾居中戰術，然而於直路上受到爛地影響未能最大程度加速，最終僅跑獲一直第五。
入秋後，其未能維持春季時的有力表現，於每日王冠以第一人氣大熱倒灶取得第十三，其後出戰一哩冠軍賽亦未能順利表現，最終以第八完賽。
12月，其被安排遠征香港，以香港一哩錦標作為目標。比賽開始後，其選擇留後較後方的位置，於通過彎道前開始逐步發力上前。進入直路後，其繼續以過彎時的走勢加速，但未能壓制步步友、大運財及大賽波士下以第四落敗。

### 6歲
2015年上半年，陣營決定以遠征澳洲作為目標，然而於佐治萊德錦標中僅跑獲第十一，其後於唐卡士打一哩賽中亦以第八落敗。
回國稍為休養後於秋季繼續出戰，於富士錦標以第九落敗後雖然在公開賽首都錦標跑獲第二，但其後於挑戰盃再度失準，僅以第四的戰績完賽。
完成以上賽事後，陣營決定安排其退役，並於12月18日取消日本中央競馬會的賽駒註冊。

### 詳細賽績
| 日期       | 舉辦國家/地區 | 馬場   | 距離   | 級別 | 賽事名稱       | 負重 | 騎師     | 馬號 | 出馬 | 名次 | 時間     | 頭馬（二馬）   |
| ---------- | ------------- | ------ | ------ | ---- | -------------- | ---- | -------- | ---- | ---- | ---- | -------- | -------------- |
| 17/12/2012 | 日本          | 阪神   | 草1800 |      | 2歲新馬        | 55   | 福永祐一 | 11   | 13   | 1    | 1:49.5   | （Red Blazon） |
| 21/1/2012  | 日本          | 京都   | 草2000 | OP   | 若駒錦標       | 56   | 福永祐一 | 2    | 5    | 2    | 2:05.7   | 澤羅斯         |
| 5/2/2012   | 日本          | 京都   | 草1800 | GIII | 如月賞         | 56   | 小牧太   | 9    | 13   | 1    | 1:47.0   | （以史為鑑）   |
| 17/3/2012  | 日本          | 阪神   | 草2000 | OP   | 若葉錦標       | 56   | 福永祐一 | 11   | 16   | 1    | 2:04.4   | （美酒當前）   |
| 15/4/2012  | 日本          | 中山   | 草2000 | GI   | 皋月賞         | 57   | 福永祐一 | 9    | 18   | 2    | 2:01.7   | 黃金船         |
| 27/5/2012  | 日本          | 東京   | 草2400 | GI   | 東京優駿       | 57   | 福永祐一 | 8    | 18   | 4    | 2:24.0   | 華麗輝煌       |
| 12/2/2014  | 日本          | 東京   | 草2000 | OP   | 白富士錦標     | 56   | 武豐     | 12   | 14   | 5    | 2:00.2   | Air Saumur     |
| 27/4/2014  | 日本          | 京都   | 草1600 | GII  | 讀賣盃         | 56   | 薛達祺   | 4    | 16   | 1    | 1:31.4   | （菲亞諾）     |
| 8/6/2014   | 日本          | 東京   | 草1600 | GI   | 安田紀念       | 58   | 韋紀力   | 17   | 17   | 5    | 1:37.4   | 一路通         |
| 12/10/2014 | 日本          | 東京   | 草1800 | GII  | 每日王冠       | 57   | 小牧太   | 15   | 15   | 13   | 1:45.8   | Air Saumur     |
| 23/11/2014 | 日本          | 京都   | 草1600 | GI   | 一哩冠軍賽     | 57   | 布達德   | 9    | 17   | 8    | 1:32.1   | 碧海銀鯊       |
| 14/12/2014 | 香港          | 沙田   | 草1600 | GI   | 香港一哩錦標   | 57   | 潘頓     | 9    | 10   | 4    | 1:34.27  | 步步友         |
| 21/3/2015  | 澳洲          | 玫瑰崗 | 草1500 | GI   | 佐治萊德錦標   | 59   | 賀力高   | 3    | 14   | 11   | 記錄缺失 | 實際影響       |
| 6/4/2015   | 澳洲          | 蘭域   | 草1600 | GI   | 唐卡士打一哩賽 | 55.5 | 賀力高   | 3    | 20   | 8    | 記錄缺失 | 火山群島       |
| 24/10/2015 | 日本          | 東京   | 草1600 | GIII | 富士錦標       | 57   | 北村宏司 | 13   | 16   | 9    | 1:33.3   | 野田金駒       |
| 28/11/2015 | 日本          | 東京   | 草1600 | OP   | 首都錦標       | 57   | 布文     | 5    | 18   | 2    | 1:33.2   | 旭日主將       |
| 12/12/2015 | 日本          | 阪神   | 草1800 | GIII | 挑戰盃         | 57.5 | 布文     | 14   | 18   | 4    | 1:46.6   | 憑運氣         |

## 退役後
退役後，世界王牌成為了配種馬，於北海道新日高町Arrow Stud休養，在2016年進行配種。首批子嗣於2017年出生。首批子嗣可於2019年出賽，6月17日經已有中央的賽駒在新馬戰中取勝。2024年10月19日，花海爭榮在富士錦標取勝，成為首匹勝出分級賽的子嗣。
2023年7月19日，其由配種馬退役，前方北海道苫小牧市北方馬匹公園進行養老生活。

### 主要子嗣

#### 分級賽優勝子嗣
2019年生
- 花海爭榮（富士錦標）

## 血統簡介
父系大震撼為日本賽駒，為日本賽馬史上第二匹無敗三冠馬，生涯出戰十四場賽事僅得兩場未能勝出，退役後配種成績亦極為優秀，被譽為「平成之飛馬」。祖父週日寧靜是美國三冠賽雙料冠軍馬，退役後在日本配種，在日本馬壇相當成功，贏得多項分級賽事，其子嗣贏得巨額獎金，連續12年成為日本冠軍種馬。
母系Mandela為德國賽駒，生涯戰績不俗，曾勝出表列賽德國橡樹大賽預賽，及於一級賽德國橡樹大賽跑獲第三。外祖父Acatenango亦是德國賽駒，生涯戰績彪炳，曾勝出德國打吡、聖格盧大賽、巴登大賽等七項一級賽冠軍。

### 血統表
| 父線：週日寧靜系（Halo系）      |                            |              |                 |
| 種馬 大震撼 2002年（棗色）      | 週日寧靜 1986年（棕色）    | Halo         | Hail to Reason  |
| 種馬 大震撼 2002年（棗色）      | 週日寧靜 1986年（棕色）    | Halo         | Cosmah          |
| 種馬 大震撼 2002年（棗色）      | 週日寧靜 1986年（棕色）    | Wishing Well | Understanding   |
| 種馬 大震撼 2002年（棗色）      | 週日寧靜 1986年（棕色）    | Wishing Well | Mountain Flower |
| 種馬 大震撼 2002年（棗色）      | 風中秀髮 1991年（棗色）    | Alzao        | 利法爾          |
| 種馬 大震撼 2002年（棗色）      | 風中秀髮 1991年（棗色）    | Alzao        | Lady Rebecca    |
| 種馬 大震撼 2002年（棗色）      | 風中秀髮 1991年（棗色）    | Burghclere   | Busted          |
| 種馬 大震撼 2002年（棗色）      | 風中秀髮 1991年（棗色）    | Burghclere   | Highclere       |
| 繁殖雌馬 Mandela 2000年（栗色） | Acatenango 1982年（栗色）  | Surumu       | Literat         |
| 繁殖雌馬 Mandela 2000年（栗色） | Acatenango 1982年（栗色）  | Surumu       | Surama          |
| 繁殖雌馬 Mandela 2000年（栗色） | Acatenango 1982年（栗色）  | Aggravate    | Aggerssor       |
| 繁殖雌馬 Mandela 2000年（栗色） | Acatenango 1982年（栗色）  | Aggravate    | Raven Locks     |
| 繁殖雌馬 Mandela 2000年（栗色） | Mandellicht 1994年（棕色） | Be My Guest  | 北地舞人        |
| 繁殖雌馬 Mandela 2000年（栗色） | Mandellicht 1994年（棕色） | Be My Guest  | What a Treat    |
| 繁殖雌馬 Mandela 2000年（栗色） | Mandellicht 1994年（棕色） | Mandelauge   | Elektrant       |
| 繁殖雌馬 Mandela 2000年（栗色） | Mandellicht 1994年（棕色） | Mandelauge   | Mandriale       |
| 雌系：號族：3-d                 |                            |              |                 |
| 五代內近親交配：北地舞人 5×4    |                            |              |                 |

## 命名由來
名字World Ace（ワールドエース）意思就是「世界王牌」，香港方面直接以此作為翻譯。

## 外部連結
- 世界王牌 netkeiba.com （页面存档备份，存于）
- 血統表 （页面存档备份，存于）